# Coupe de France de rugby à XIII 1965-1966
Navigation
Édition précédente Édition suivante
La Coupe de France de rugby à XIII 1965-1966 est la 28e édition de la Coupe de France, compétition à élimination directe mettant aux prises des clubs de rugby à XIII amateurs et professionnels affiliés à la Fédération française de jeu à XIII (aujourd'hui Fédération française de rugby à XIII).

## Liste des équipes en compétition en huitièmes de finale
| \| FC Lézignan US Villeneuve XIII Limouxin AS Carcassonne RC Saint-Gaudens Villefranche XIII RC Marseille Montpellier XIII SO Avignon US Le Pontet SU Cavaillon Toulouse olympique XIII XIII Catalan RC Albigeois Bordeaux-Facture XIII Rieux-Minervois \| Clubs prenant part à la Coupe de France de rugby à XIII 1966. |
| FC Lézignan US Villeneuve XIII Limouxin AS Carcassonne RC Saint-Gaudens Villefranche XIII RC Marseille Montpellier XIII SO Avignon US Le Pontet SU Cavaillon Toulouse olympique XIII XIII Catalan RC Albigeois Bordeaux-Facture XIII Rieux-Minervois                                                                     |

## Phase finale
|  | Huitièmes de finale                     | Huitièmes de finale             | Huitièmes de finale             | Huitièmes de finale             |                    |                    | Quarts de finale            | Quarts de finale            | Quarts de finale            | Quarts de finale            |  |  | Demi-finales             | Demi-finales             | Demi-finales             | Demi-finales             |  |  | Finale                       | Finale                       | Finale                       | Finale                       |
|  |                                         |                                 |                                 |                                 |                    |                    |                             |                             |                             |                             |  |  |                          |                          |                          |                          |  |  |                              |                              |                              |                              |
|  | Le 30 janvier 1966 à Carpentras         | Le 30 janvier 1966 à Carpentras | Le 30 janvier 1966 à Carpentras | Le 30 janvier 1966 à Carpentras |                    |                    | Le 13 mars 1966 à Perpignan | Le 13 mars 1966 à Perpignan | Le 13 mars 1966 à Perpignan | Le 13 mars 1966 à Perpignan |  |  | Le 8 mai 1966 à Lézignan | Le 8 mai 1966 à Lézignan | Le 8 mai 1966 à Lézignan | Le 8 mai 1966 à Lézignan |  |  | Le 22 mai 1966 à Carcassonne | Le 22 mai 1966 à Carcassonne | Le 22 mai 1966 à Carcassonne | Le 22 mai 1966 à Carcassonne |
|  | Lézignan                                | Lézignan                        | 34                              | 34                              |                    |                    | Le 13 mars 1966 à Perpignan | Le 13 mars 1966 à Perpignan | Le 13 mars 1966 à Perpignan | Le 13 mars 1966 à Perpignan |  |  | Le 8 mai 1966 à Lézignan | Le 8 mai 1966 à Lézignan | Le 8 mai 1966 à Lézignan | Le 8 mai 1966 à Lézignan |  |  | Le 22 mai 1966 à Carcassonne | Le 22 mai 1966 à Carcassonne | Le 22 mai 1966 à Carcassonne | Le 22 mai 1966 à Carcassonne |
|  | Lézignan                                | Lézignan                        | 34                              | 34                              |                    |                    | Le 13 mars 1966 à Perpignan | Le 13 mars 1966 à Perpignan | Le 13 mars 1966 à Perpignan | Le 13 mars 1966 à Perpignan |  |  | Le 8 mai 1966 à Lézignan | Le 8 mai 1966 à Lézignan | Le 8 mai 1966 à Lézignan | Le 8 mai 1966 à Lézignan |  |  | Le 22 mai 1966 à Carcassonne | Le 22 mai 1966 à Carcassonne | Le 22 mai 1966 à Carcassonne | Le 22 mai 1966 à Carcassonne |
|  | Le Pontet                               | Le Pontet                       | 8                               | 8                               |                    |                    | Le 13 mars 1966 à Perpignan | Le 13 mars 1966 à Perpignan | Le 13 mars 1966 à Perpignan | Le 13 mars 1966 à Perpignan |  |  | Le 8 mai 1966 à Lézignan | Le 8 mai 1966 à Lézignan | Le 8 mai 1966 à Lézignan | Le 8 mai 1966 à Lézignan |  |  | Le 22 mai 1966 à Carcassonne | Le 22 mai 1966 à Carcassonne | Le 22 mai 1966 à Carcassonne | Le 22 mai 1966 à Carcassonne |
|  | Le Pontet                               | Le Pontet                       | 8                               | 8                               | Lézignan           | Lézignan           | 5                           | 5                           |                             |                             |  |  | Le 8 mai 1966 à Lézignan | Le 8 mai 1966 à Lézignan | Le 8 mai 1966 à Lézignan | Le 8 mai 1966 à Lézignan |  |  | Le 22 mai 1966 à Carcassonne | Le 22 mai 1966 à Carcassonne | Le 22 mai 1966 à Carcassonne | Le 22 mai 1966 à Carcassonne |
|  | Le 30 janvier 1966 à Perpignan          |                                 |                                 |                                 | Lézignan           | Lézignan           | 5                           | 5                           |                             |                             |  |  | Le 8 mai 1966 à Lézignan | Le 8 mai 1966 à Lézignan | Le 8 mai 1966 à Lézignan | Le 8 mai 1966 à Lézignan |  |  | Le 22 mai 1966 à Carcassonne | Le 22 mai 1966 à Carcassonne | Le 22 mai 1966 à Carcassonne | Le 22 mai 1966 à Carcassonne |
|  |                                         |                                 | Saint-Gaudens                   | Saint-Gaudens                   | 4                  | 4                  |                             |                             |                             |                             |  |  | Le 8 mai 1966 à Lézignan | Le 8 mai 1966 à Lézignan | Le 8 mai 1966 à Lézignan | Le 8 mai 1966 à Lézignan |  |  | Le 22 mai 1966 à Carcassonne | Le 22 mai 1966 à Carcassonne | Le 22 mai 1966 à Carcassonne | Le 22 mai 1966 à Carcassonne |
|  | Saint-Gaudens                           | Saint-Gaudens                   | Saint-Gaudens                   | Saint-Gaudens                   | 4                  | 4                  | 26                          | 26                          |                             |                             |  |  | Le 8 mai 1966 à Lézignan | Le 8 mai 1966 à Lézignan | Le 8 mai 1966 à Lézignan | Le 8 mai 1966 à Lézignan |  |  | Le 22 mai 1966 à Carcassonne | Le 22 mai 1966 à Carcassonne | Le 22 mai 1966 à Carcassonne | Le 22 mai 1966 à Carcassonne |
|  | Saint-Gaudens                           | Saint-Gaudens                   | Le 13 mars 1966 à Toulouse      |                                 |                    |                    | 26                          | 26                          |                             |                             |  |  | Le 8 mai 1966 à Lézignan | Le 8 mai 1966 à Lézignan | Le 8 mai 1966 à Lézignan | Le 8 mai 1966 à Lézignan |  |  | Le 22 mai 1966 à Carcassonne | Le 22 mai 1966 à Carcassonne | Le 22 mai 1966 à Carcassonne | Le 22 mai 1966 à Carcassonne |
|  | Avignon                                 | Avignon                         | 12                              | 12                              |                    |                    |                             |                             |                             |                             |  |  | Le 8 mai 1966 à Lézignan | Le 8 mai 1966 à Lézignan | Le 8 mai 1966 à Lézignan | Le 8 mai 1966 à Lézignan |  |  | Le 22 mai 1966 à Carcassonne | Le 22 mai 1966 à Carcassonne | Le 22 mai 1966 à Carcassonne | Le 22 mai 1966 à Carcassonne |
|  | Avignon                                 | Avignon                         | 12                              | 12                              | Lézignan           | Lézignan           | 19                          | 19                          |                             |                             |  |  |                          |                          |                          |                          |  |  | Le 22 mai 1966 à Carcassonne | Le 22 mai 1966 à Carcassonne | Le 22 mai 1966 à Carcassonne | Le 22 mai 1966 à Carcassonne |
|  | Le 30 janvier 1966 à Montpellier        |                                 |                                 |                                 | Lézignan           | Lézignan           | 19                          | 19                          |                             |                             |  |  |                          |                          |                          |                          |  |  | Le 22 mai 1966 à Carcassonne | Le 22 mai 1966 à Carcassonne | Le 22 mai 1966 à Carcassonne | Le 22 mai 1966 à Carcassonne |
|  |                                         |                                 | Limoux                          | Limoux                          | 6                  | 6                  |                             |                             |                             |                             |  |  |                          |                          |                          |                          |  |  | Le 22 mai 1966 à Carcassonne | Le 22 mai 1966 à Carcassonne | Le 22 mai 1966 à Carcassonne | Le 22 mai 1966 à Carcassonne |
|  | Limoux                                  | Limoux                          | Limoux                          | Limoux                          | 6                  | 6                  | 16                          | 16                          |                             |                             |  |  |                          |                          |                          |                          |  |  | Le 22 mai 1966 à Carcassonne | Le 22 mai 1966 à Carcassonne | Le 22 mai 1966 à Carcassonne | Le 22 mai 1966 à Carcassonne |
|  | Limoux                                  | Limoux                          | Le 8 mai 1966 à Toulouse        |                                 |                    |                    | 16                          | 16                          |                             |                             |  |  |                          |                          |                          |                          |  |  | Le 22 mai 1966 à Carcassonne | Le 22 mai 1966 à Carcassonne | Le 22 mai 1966 à Carcassonne | Le 22 mai 1966 à Carcassonne |
|  | Cavaillon                               | Cavaillon                       | 0                               | 0                               |                    |                    |                             |                             |                             |                             |  |  |                          |                          |                          |                          |  |  | Le 22 mai 1966 à Carcassonne | Le 22 mai 1966 à Carcassonne | Le 22 mai 1966 à Carcassonne | Le 22 mai 1966 à Carcassonne |
|  | Cavaillon                               | Cavaillon                       | 0                               | 0                               | Limoux             | Limoux             | 24                          | 24                          |                             |                             |  |  |                          |                          |                          |                          |  |  | Le 22 mai 1966 à Carcassonne | Le 22 mai 1966 à Carcassonne | Le 22 mai 1966 à Carcassonne | Le 22 mai 1966 à Carcassonne |
|  | Le 30 janvier 1966 à Facture            |                                 |                                 |                                 | Limoux             | Limoux             | 24                          | 24                          |                             |                             |  |  |                          |                          |                          |                          |  |  | Le 22 mai 1966 à Carcassonne | Le 22 mai 1966 à Carcassonne | Le 22 mai 1966 à Carcassonne | Le 22 mai 1966 à Carcassonne |
|  |                                         |                                 | Villefranche                    | Villefranche                    | 10                 | 10                 |                             |                             |                             |                             |  |  |                          |                          |                          |                          |  |  | Le 22 mai 1966 à Carcassonne | Le 22 mai 1966 à Carcassonne | Le 22 mai 1966 à Carcassonne | Le 22 mai 1966 à Carcassonne |
|  | Villefranche                            | Villefranche                    | Villefranche                    | Villefranche                    | 10                 | 10                 | 10                          | 10                          |                             |                             |  |  |                          |                          |                          |                          |  |  | Le 22 mai 1966 à Carcassonne | Le 22 mai 1966 à Carcassonne | Le 22 mai 1966 à Carcassonne | Le 22 mai 1966 à Carcassonne |
|  | Villefranche                            | Villefranche                    | Le 13 mars 1966 à Limoux        |                                 |                    |                    | 10                          | 10                          |                             |                             |  |  |                          |                          |                          |                          |  |  | Le 22 mai 1966 à Carcassonne | Le 22 mai 1966 à Carcassonne | Le 22 mai 1966 à Carcassonne | Le 22 mai 1966 à Carcassonne |
|  | Toulouse                                | Toulouse                        | 0                               | 0                               |                    |                    |                             |                             |                             |                             |  |  |                          |                          |                          |                          |  |  | Le 22 mai 1966 à Carcassonne | Le 22 mai 1966 à Carcassonne | Le 22 mai 1966 à Carcassonne | Le 22 mai 1966 à Carcassonne |
|  | Toulouse                                | Toulouse                        | 0                               | 0                               | Lézignan           | Lézignan           | 22                          | 22                          |                             |                             |  |  |                          |                          |                          |                          |  |  |                              |                              |                              |                              |
|  | Le 30 janvier 1966 à Toulouse           |                                 |                                 |                                 | Lézignan           | Lézignan           | 22                          | 22                          |                             |                             |  |  |                          |                          |                          |                          |  |  |                              |                              |                              |                              |
|  |                                         |                                 | Villeneuve-sur-Lot              | Villeneuve-sur-Lot              | 7                  | 7                  |                             |                             |                             |                             |  |  |                          |                          |                          |                          |  |  |                              |                              |                              |                              |
|  | Villeneuve-sur-Lot                      | Villeneuve-sur-Lot              | Villeneuve-sur-Lot              | Villeneuve-sur-Lot              | 7                  | 7                  | 17                          | 17                          |                             |                             |  |  |                          |                          |                          |                          |  |  |                              |                              |                              |                              |
|  | Villeneuve-sur-Lot                      | Villeneuve-sur-Lot              |                                 |                                 |                    |                    |                             | 17                          |                             |                             |  |  |                          |                          |                          |                          |  |  |                              |                              |                              |                              |
|  | Albi                                    | Albi                            | 10                              | 10                              |                    |                    |                             |                             |                             |                             |  |  |                          |                          |                          |                          |  |  |                              |                              |                              |                              |
|  | Albi                                    | Albi                            | 10                              | 10                              | Villeneuve-sur-Lot | Villeneuve-sur-Lot | 5                           | 5                           |                             |                             |  |  |                          |                          |                          |                          |  |  |                              |                              |                              |                              |
|  | Le 30 janvier 1966 à Carcassonne        |                                 |                                 |                                 | Villeneuve-sur-Lot | Villeneuve-sur-Lot | 5                           | 5                           |                             |                             |  |  |                          |                          |                          |                          |  |  |                              |                              |                              |                              |
|  |                                         |                                 | Marseille                       | Marseille                       | 4                  | 4                  |                             |                             |                             |                             |  |  |                          |                          |                          |                          |  |  |                              |                              |                              |                              |
|  | Marseille                               | Marseille                       | Marseille                       | Marseille                       | 4                  | 4                  | 7                           | 7                           |                             |                             |  |  |                          |                          |                          |                          |  |  |                              |                              |                              |                              |
|  | Marseille                               | Marseille                       | Le 13 mars 1966 à Albi          |                                 |                    |                    | 7                           | 7                           |                             |                             |  |  |                          |                          |                          |                          |  |  |                              |                              |                              |                              |
|  | XIII Catalan                            | XIII Catalan                    | 5                               | 5                               |                    |                    |                             |                             |                             |                             |  |  |                          |                          |                          |                          |  |  |                              |                              |                              |                              |
|  | XIII Catalan                            | XIII Catalan                    | 5                               | 5                               | Villeneuve-sur-Lot | Villeneuve-sur-Lot | 5 (a.p.)                    | 5 (a.p.)                    |                             |                             |  |  |                          |                          |                          |                          |  |  |                              |                              |                              |                              |
|  | Le 30 janvier 1966 à Carcassonne        |                                 |                                 |                                 | Villeneuve-sur-Lot | Villeneuve-sur-Lot | 5 (a.p.)                    | 5 (a.p.)                    |                             |                             |  |  |                          |                          |                          |                          |  |  |                              |                              |                              |                              |
|  |                                         |                                 | Carcassonne                     | Carcassonne                     | 5                  | 5                  |                             |                             |                             |                             |  |  |                          |                          |                          |                          |  |  |                              |                              |                              |                              |
|  | Carcassonne                             | Carcassonne                     | Carcassonne                     | Carcassonne                     | 5                  | 5                  | 29                          | 29                          |                             |                             |  |  |                          |                          |                          |                          |  |  |                              |                              |                              |                              |
|  | Carcassonne                             | Carcassonne                     |                                 |                                 |                    |                    |                             | 29                          |                             |                             |  |  |                          |                          |                          |                          |  |  |                              |                              |                              |                              |
|  | Rieux-Minervois                         | Rieux-Minervois                 | 13                              | 13                              |                    |                    |                             |                             |                             |                             |  |  |                          |                          |                          |                          |  |  |                              |                              |                              |                              |
|  | Rieux-Minervois                         | Rieux-Minervois                 | 13                              | 13                              | Carcassonne        | Carcassonne        | 27                          | 27                          |                             |                             |  |  |                          |                          |                          |                          |  |  |                              |                              |                              |                              |
|  | Le 30 janvier 1966 à Villeneuve-sur-Lot |                                 |                                 |                                 | Carcassonne        | Carcassonne        | 27                          | 27                          |                             |                             |  |  |                          |                          |                          |                          |  |  |                              |                              |                              |                              |
|  |                                         |                                 | Montpellier                     | Montpellier                     | 0                  | 0                  |                             |                             |                             |                             |  |  |                          |                          |                          |                          |  |  |                              |                              |                              |                              |
|  | Montpellier                             | Montpellier                     | Montpellier                     | Montpellier                     | 0                  | 0                  | 4                           | 4                           |                             |                             |  |  |                          |                          |                          |                          |  |  |                              |                              |                              |                              |
|  | Montpellier                             | Montpellier                     |                                 |                                 |                    |                    |                             | 4                           |                             |                             |  |  |                          |                          |                          |                          |  |  |                              |                              |                              |                              |
|  | Bordeaux-Facture                        | Bordeaux-Facture                | 2                               | 2                               |                    |                    |                             |                             |                             |                             |  |  |                          |                          |                          |                          |  |  |                              |                              |                              |                              |
|  | Bordeaux-Facture                        | Bordeaux-Facture                | 2                               | 2                               |                    |                    |                             |                             |                             |                             |  |  |                          |                          |                          |                          |  |  |                              |                              |                              |                              |
|  |                                         |                                 |                                 |                                 |                    |                    |                             |                             |                             |                             |  |  |                          |                          |                          |                          |  |  |                              |                              |                              |                              |

### Finale
(mt : 7 - 7)
Homme du match :
Points marqués :
- Lézignan : 4 essais de H.Mazard (20e), Marty (46e), Fabry (50e) et Boule (76e) ; 3 transformations d'Esquiva (20e, 46e et 50e) ; 1 pénalité d'Esquiva (6e) ; 1 drop d'Alberti (62e)
- Villeneuve-sur-Lot : 1 essai de J. Gruppi (10e) ; 1 transformation de Bertrand (10e) ; 1 pénalité de Bertrand (8e).

Évolution du score : 
Arbitre : M. Laverny (Bordeaux)
Spectateurs : 10 067
Recette : 50 325 francs
Composition des équipes :
- Lézignan : Gilbert Alberti - Michel Boule, André Fabry, Gilbert Benausse, Jean-Claude Marty - Jacques Casty (o), Antoine Esquiva (m) - Georges Aillères, Coll, Hervé Mazard, Patrick Mazard, Joseph Denarnaud, Sogorb - Entraîneur :
- Villeneuve-sur-Lot : Christian Clar - Daniel Pellerin, Bertrand Ballouhey, Jacques Gruppi, Raymond Gruppi - Étienne Courtine (o), Francis Bertrand (m) - Jean Planté, Sort, Jean-Pierre Clar, Damini, Jean Panno, Christian Sabatié - Nardou, Vialens- Entraîneur : Jep Lacoste